# Сосновка (аэродром)
Аэродром «Сосновка» — военный аэродром, созданный на прилегающей к Ленинграду территории для защиты города в годы Великой Отечественной войны.
Аэродром «Сосновка» был размещён на территории одноимённого парка Сосновка, который находился там до войны. В послевоенные годы территория, на которой располагался военный аэродром, организованный в первые месяцы войны, снова была превращена в парк, а на его территории был размещён мемориальный знак в память о нахождении здесь военного аэродрома в годы блокады Ленинграда и Великой Отечественной войны.
Рядом с бывшей территорией аэродрома находится мемориальное кладбище лётчиков, летавших с территории этого аэродрома.

## Описание аэродрома
Аэродром располагал хорошо утрамбованной грунтовой взлётно-посадочной полосой.
На территории вновь созданного аэродрома под прикрытием деревьев были расположены капониры — вырытые в земле укрытия для самолётов. Также, помимо военных самолетов на аэродром прилетали самолеты с продовольствием для ленинградцев.
Для пребывания и укрытия от огня во время выполнения наземных работ для личного состава были оборудованы землянки вблизи от капониров.
Для проживания лётчиков и техников аэродрома были выделены дома в части жилых кварталов Выборгского района.
Инженерно-строительный отряд, силами которого и был построен аэродром, постоянно базировался на его территории весь период войны. Основную часть этого батальона составляли женщины.
Работа аэродрома на прилёт и вылет самолётов была начата в январе 1942 года.
На территории аэродрома базировались следующие авиационные части:
44-й Краснознамённый скоростной бомбардировочный полк (впоследствии переименован в Гвардейский 34-й полк),
159-й истребительный авиационный полк,
44-й истребительный авиационный полк (позднее переименованный в 11-й Гвардейский полк),
26-й истребительный авиационный полк,
13-й отдельный разведывательный авиационный полк,
22-й отдельный авиационный полк,
авиаэскадрильи связи,
6-й полк транспортного авиаотряда,
38-й батальон аэродромного обслуживания.
44-й Краснознамённый скоростной бомбардировочный полк за проявленные мужество и героизм был награждён Орденом Красного Знамени и орденом Кутузова, шестнадцати лётчикам было присвоено звание Героя Советского Союза.
159-й и 11-й Гвардейские истребительные полки вели круглосуточное дежурство по защите неба блокадного Ленинграда и «Дороги жизни». Двенадцати лётчикам-истребителям было присвоено звание Героя Советского Союза.
13-й разведывательный авиационный полк выполнял разведывательные полёты по переднему краю и тылам противника.
Полоса соснового леса была неплохой маскировкой и хорошо прикрывала аэродром. Но в сухую погоду при взлёте и посадке самолётов поднимались огромные тучи пыли и песка. Это позволило вражеским разведчикам вычислить аэродром «Сосновка» и он стал подвергаться налётам и артиллерийским обстрелам. Но к тому времени у Сосновки была уже очень сильная зенитная артиллерия и система предупреждения и оповещения о налётах. По этой причине противник не смог сильно повредить аэродром, хотя были погибшие и разрушения.
За годы войны при активном участии лётчиков, выполнявших полёты с аэродрома «Сосновка», было уничтожено 11 151 самолётов противника, 5 435 танков и бронемашин, около 5 000 артиллерийских и зенитных орудий, более 1 500 железнодорожных составов, около 230 000 военнослужащих противника.

## История аэродрома
В сентябре 1941 года, с началом блокады, Ленинград был полностью блокирован с суши и потерял все крупные аэродромы. У авиации фронта осталось крайне мало стационарных аэродромов. Перед командованием фронта встала задача срочно построить полевые аэродромы. В числе первых был построен хорошо скрытый аэродром «Сосновка». До войны на этом месте располагался общегородской лагерь Осоавиахима. Посреди соснового леса расчистили площадку, разровняли и утрамбовали землю для взлётно-посадочной полосы. По окраинам полосы в лесу построили укрытие для самолётов, склады горючего и боеприпасов.
Строился аэродром в максимально короткие сроки с сентября по декабрь 1941 года. В первых числах января 1942 года на аэродром начинают приземляться большие грузовые самолёты, доставляя продовольствие для населения блокадного города и фронта.
Аэродром «Сосновка» был организован на месте расположения парка по решению руководителей обороной Ленинграда Андрея Жданова и Алексея Кузнецова[уточнить]. Оба они использовали Сосновку для собственных вылетов за линию фронта.
Первая просека для будущего аэродрома была проложена ещё в конце лета 1941 года, а в период с сентября по декабрь было завершено строительство взлётно-посадочной полосы и инфраструктуры аэродрома. Она включала в себя не только ангары и капониры для самолётов, но и оборудованные складские помещения для хранения запасов топлива и запчастей.
Полоса оборудованного по приказу руководства обороны города аэродрома была проложена от Ольгинского пруда в сторону Суздальских озёр.
Для отвлечения внимания авиации противника от аэродрома «Сосновка» неподалёку от него был оборудован ложный аэродром, который находился на территории поля, расположенного в сторону Мурино. Там были поставлены и регулярно обновлялись полноразмерные макеты самолётов и аэродромной техники.
Аэродром «Сосновка» знаменит ещё тем, что весной 1942 года сюда была доставлена из Куйбышева партитура Седьмой симфонии Дмитрия Шостаковича, названной потом Ленинградской.
При выполнении боевых заданий части базировавшихся на аэродроме полков несли потери личного состава. Многие из павших героев похоронены на братском кладбище в «Сосновке» недалеко от взлётной полосы. После войны кладбище стало мемориальным. Здесь похоронены погибшие лётчики и техперсонал, всего 105 захоронений.
В 1945 году аэродром перестал существовать. В том же году на месте вырубленных сосен были высажены новые, парк снова стал любимым местом прогулок ленинградцев.
В 1978 году в середине взлётно-посадочной полосы в парке «Сосновка» открыли памятник «Защитникам ленинградского неба».
В 2011 году стал известен ещё один факт из военной истории Сосновки: летом 1942 года сюда перевели спецшколу № 2, воспитанники которой готовили диверсионные отряды для забрасывания в тыл противника, а также для сохранения обороны в Ленинграде на случай захвата города.